# Naomichelys
Naomichelys is een geslacht van uitgestorven helochelydride schildpadden bekend uit het Krijt (Aptien-Campanien) van Noord-Amerika. Het is het enige lid van de familie waarvan bekend is dat het inheems was in Noord-Amerika.

## Verdeling
Van Naomichelys zijn talloze overblijfselen bekend uit het westen van Noord-Amerika, met name het holotype AMNH 6136, een entoplastron, i.c. een gedeeltelijk schild uit de Cloverlyformatie van Montana en een compleet skelet uit de Antlersformatie van Texas. Er zijn onbepaalde overblijfselen bekend die zich uitstrekken tot aan de Campanien in de Verenigde Staten en Canada. Het is het enige bekende Noord-Amerikaanse lid van Helochelydridae.